# Lajos Aradi
Lajos Oszkár Antal Aradi (także jako Ľudovít Kmeťko, ur. 22 marca 1884 w Koszycach, zm. 4 stycznia 1952 w Budapeszcie) – węgierski gimnastyk pochodzenia słowackiego, medalista olimpijski.
Uczestniczył w rywalizacji na V Letnich Igrzyskach olimpijskich rozgrywanych w Sztokholmie w 1912 roku. Wystartował tam w jednej konkurencji gimnastycznej. W wieloboju drużynowym w systemie standardowym, z wynikiem 45,45 punktu, zajął z drużyną drugie miejsce, przegrywając jedynie z drużyną włoską.
Reprezentował barwy klubu Kassai AC z Koszyc.